# Fossombrone
Fossombrone är en kommun i provinsen Pesaro e Urbino, i regionen Marche i Italien. Kommunen hade 9 395 invånare (2018) och gränsar till kommunerna Cagli, Fermignano, Fratte Rosa, Isola del Piano, Montefelcino, Pergola, Sant'Ippolito samt Urbino.